# Agalinis aspera
Agalinis aspera là loài thực vật có hoa thuộc họ Cỏ chổi. Loài này được (Douglas ex Benth.) Britton mô tả khoa học đầu tiên năm 1913.